# 卡爾教堂

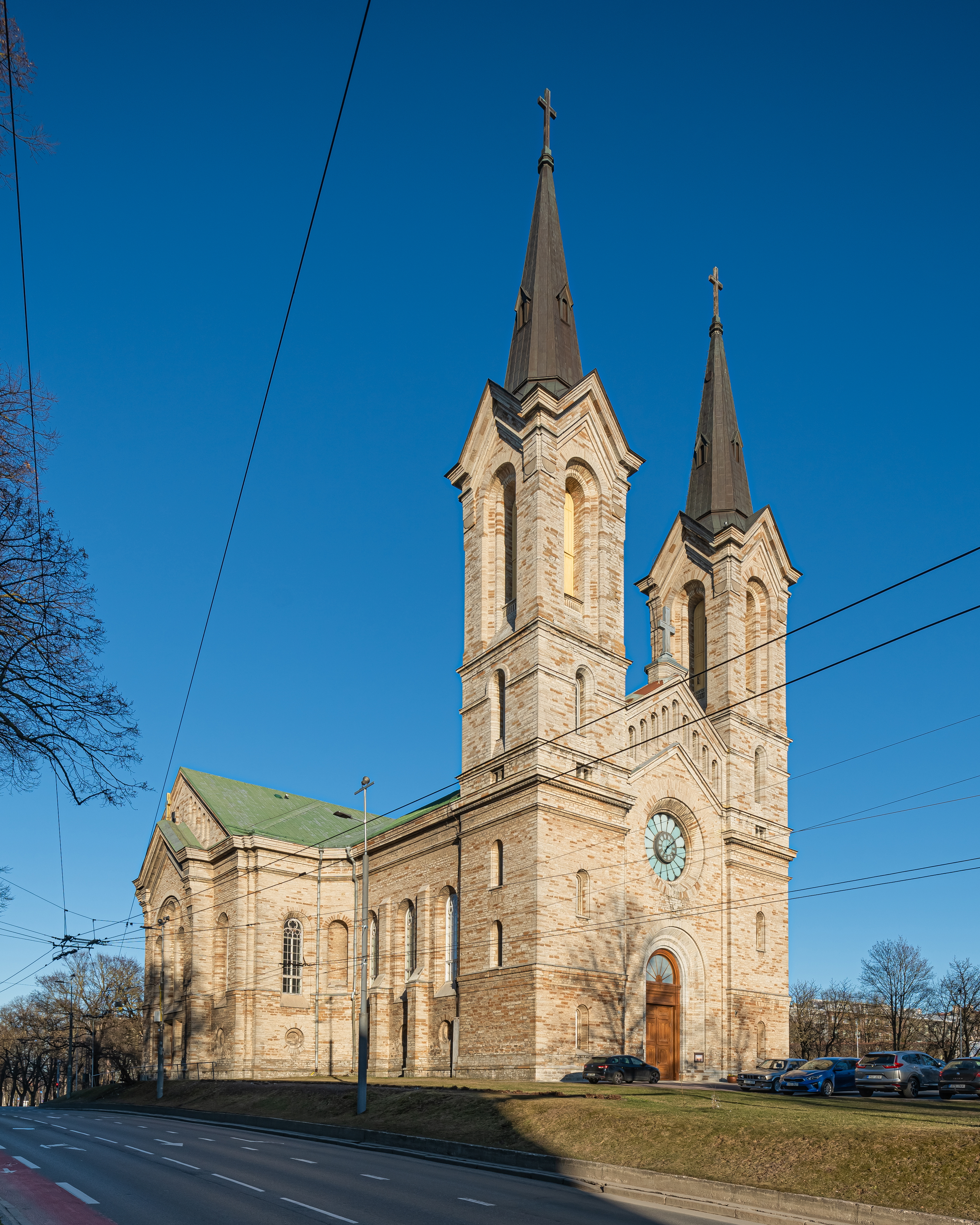
卡爾教堂

卡爾教堂是愛沙尼亞首都塔林的一座信義宗教堂，得名於瑞典國王卡尔十一世。這座教堂修建於1862年至1870年。1882年，教堂西側擴建了兩座尖塔。這座教堂的外觀屬於羅馬復興式建築，是典型的西歐傳統樣式。

## 外部連結
- 维基共享资源上的相關多媒體資源：卡爾教堂
- Official site[永久]

59°25′54″N 24°44′20″E / 59.43167°N 24.73889°E